# Nancy-Marie Vuille
Nancy-Marie Vuille, ook bekend onder het pseudoniem André Gladès (Neuchâtel, 25 november 1867 - Genève, 31 januari 1906), was een Zwitserse schrijfster en vertaalster.

## Biografie
Nancy-Marie Vuille was een dochter van Louis en van Adèle Ladé en werd geboren in een rijke familie. Na haar schooltijd in Genève verbleef ze in Duitsland, Engeland en Italië. In 1886 volgde ze de lessen van Édouard Rod aan de Universiteit van Genève. Later zou ze met Rod een innige band opbouwen. In 1893 verhuisde ze met haar vader naar Parijs, waar ze Rod opnieuw ontmoette en die haar zou steunen in haar literaire carrière. In de daaropvolgende jaren verschenen haar romans Au gré des choses (1895), Résistance (1898) en Le stérile sacrifice (1901). Daarnaast vertaalde ze ook werken van de Italiaanse schrijver Antonio Fogazzaro. Na haar overlijden in 1906 publiceerde Rod haar werk Florence Monneroy, waarin hij tevens een voorwoord schreef.

## Werken
- (fr)  Au gré des choses, 1895.
- (fr)  Résistance, 1898.
- (fr)  Le stérile sacrifice, 1901.